# Klipdassen
Klipdassen (Procaviidae) zijn de enige nog levende familie uit de orde der klipdasachtigen, die tot de Paenungulata wordt gerekend, evenals de nauw verwante slurfdieren en zeekoeien. De wetenschappelijke naam van de familie werd voor het eerst beschreven door Oldfield Thomas 1892.
Klipdassen komen voor in Afrika en Zuidwest-Azië en hebben wel wat weg van knaagdieren. Klipdassen leven op rotsen en/of in bomen en eten planten. Ze hebben brede nagels aan de tenen. De vacht bevat lange tastharen.

## Kenmerken
Klipdassen hebben een aantal primitieve kenmerken van zoogdieren; in het bijzonder hebben ze een slecht ontwikkelde interne thermoregulatie. Hiervoor compenseren ze door gedragsmatige thermoregulatie, zoals bij elkaar kruipen en zonnebaden, net als koudbloedige dieren vaak doen.
In tegenstelling tot de meeste andere grazende dieren, gebruiken ze de snijtanden aan de voorkant van de kaak niet om bladeren en gras af te snijden; ze gebruiken eerder de kiezen aan de zijkant van de kaak. De twee bovenste snijtanden zijn groot en slagtandachtig en groeien continu door het leven, vergelijkbaar met de tanden van knaagdieren. De vier onderste snijtanden zijn diep gegroefde "kamtanden". Er ontstaat een diasteem tussen de snijtanden en de wangtanden. De tandformule van de klipdassen is 1.0.4.32.0.4.3.
Hoewel klipdassen geen herkauwers zijn, hebben ze complexe magen met meerdere kamers die met behulp van symbiotische bacteriën taai plantaardig materiaal kunnen afbreken. Hun algehele vermogen om vezels af te breken is wel lager dan dat van de hoefdieren. Hun kauwbewegingen zijn vergelijkbaar met herkauwen, maar de klipdas is niet fysiek in staat tot regurgitatie (het opnieuw opbrengen van voedsel uit de maag). Dit kauwgedrag kan een vorm van agonistisch gedrag zijn wanneer het dier zich bedreigd voelt.
Klipdassen leven in rotsachtig terrein in Sub-Saharaans Afrika en het Midden-Oosten. Hun voeten hebben rubberachtige kussentjes met talloze zweetklieren, die de dieren helpen op hun grip te behouden wanneer het snel steile, rotsachtige oppervlakken op beweegt. Klipdassen hebben stompe tenen met hoefachtige nagels; vier tenen op de voorpoten en drie op de achterpoten. Ze hebben ook efficiënte nieren, die water vasthouden, zodat ze beter kunnen overleven in droge omgevingen.
Klipdassen hebben sterk geladen myoglobine, wat mogelijk is afgeleid van een voorouder die in het water leefde.

### Overeenkomsten met de olifanten en zeekoeien
Klipdassen delen een aantal ongebruikelijke kenmerken met de zoogdierorden van de slurfdieren (Proboscidea; olifanten en verwanten) en de zeekoeien (Sirenia), waarmee ze samen in de clade Paenungulata geplaatst worden. Mannelijke klipdassen hebben geen scrotum en hun testikels blijven in de buikholte naast de nieren, net als bij olifanten en zeekoeien. Vrouwelijke klipdassen hebben één paar spenen in hun oksels, evenals twee paar spenen in hun lies. Olifanten hebben ook een paar spenen bij hun oksels en zeekoeien hebben spenen bij de voorste vinnen. De slagtanden van klipdassen ontwikkelen zich uit de snijtanden, net als bij olifanten; de meeste slagtanden van zoogdieren ontwikkelen zich uit de hoektanden. Klipdassen hebben, net als olifanten, afgeplatte nagels op de toppen van hun tenen, in plaats van de kromme, langwerpige klauwen die gewoonlijk bij zoogdieren worden gezien.

## Leefwijze
De klipdassen bouwen geen holen, maar zoeken in de loop van hun leven beschutting in bestaande holen van verschillende groottes en configuraties.
Vrouwelijke klipdassen krijgen tot vier jongen na een draagtijd van 7 tot 8 maanden, afhankelijk van de soort. De jongen worden gespeend tot ze 1 tot 5 maanden oud zijn en worden geslachtsrijp als ze 16 of 17 maanden oud zijn. 
Klipdassen leven in kleine familiegroepen, met een enkele man die het territorium verdedigt tegen rivalen. Waar er voldoende leefruimte is, kan één mannetje als enige toegang hebben tot meerdere groepen vrouwtjes, elk met hun eigen territorium. De overige mannetjes leven solitair, vaak aan de rand van gebieden die worden beschermd door grotere mannetjes, en paren alleen met jongere vrouwtjes.

## Soortenindeling
De familie omvat de volgende geslachten en soorten:
- Geslacht Rotsklipdassen (Procavia)
  - Kaapse klipdas (Procavia capensis)
- Geslacht Heterohyrax
  - Steppeklipdas (Heterohyrax brucei)
- Geslacht Boomklipdassen (Dendrohyrax)
  - Zuidelijke boomklipdas (Dendrohyrax arboreus)
  - Westelijke boomklipdas (Dendrohyrax dorsalis)
  - Dendrohyrax interfluvialis
  - Oostelijke boomklipdas (Dendrohyrax validus)

## Evolutie
Seggeurius is de primitiefst bekende klipdas. Het geslacht is bekend uit het Laat-Paleoceen van het Ouled Abdoun-bekken. De aanwezigheid van zeven verschillende soorten in de Midden-Eocene afzettingen van Gour Lazib in Algerije, waaronder Titanohyrax en de circa 3 kg zware Microhyrax, wijzen er op dat in de loop van het Eoceen de klipdassen zich aanpasten aan een variatie van ecologische situaties. In het Oligoceen breidden de klipdassen zich uit buiten Afrika met vondsten uit deze periode in Oman en Pakistan. Later kwam de groep ook voor in Europa.